# 岗巴镇
岗巴镇（藏語：གམ་པ་），是中华人民共和国西藏自治区日喀则市岗巴县下辖的一个乡镇级行政单位。

## 行政区划
岗巴镇下辖以下地区：
门德村、曲雄村、扎定村、西嘎村、贡巴村、格汝村、加达村和岗巴雪村。

## 歷史
14世纪中帕木竹巴政權推行宗谿制度，建岗巴宗，岗巴宗政府設在岗巴宗古堡，位于現在的岗巴县城东北面。崗巴宗古堡沿著石灰岩斷崖山勢而建造，俯視周遭平原，有頂的通道通往山下水源，五個圓形瓮城加強對城堡的防守。
1903年6月，榮赫鵬上校擔任英國外交使團團長，率領一個由五名軍官、五百名士兵組成的外交使團，從錫金翻越乃堆拉山口到達崗巴宗，要求會晤西藏與清廷代表，談判邊界和通商問題。1903年8月21日，第九世班禪喇嘛委派的扎什倫布寺方丈與英國外交使團在崗巴宗會面。在等待西藏與清廷代表五個月後，外交使團無功而返。1904年英國侵藏戰爭可能拍下了崗巴宗最早的照片。

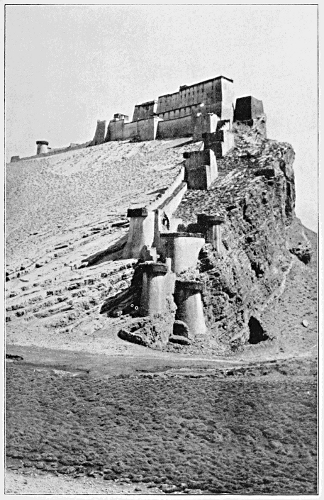
1921年英國登山隊拍攝的崗巴宗

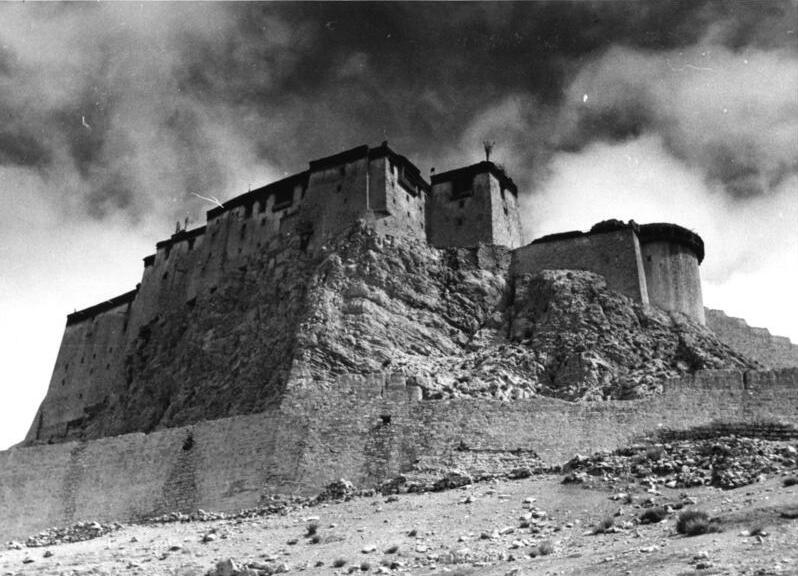
1938年恩斯特·舍费尔西藏探險隊拍攝的崗巴宗

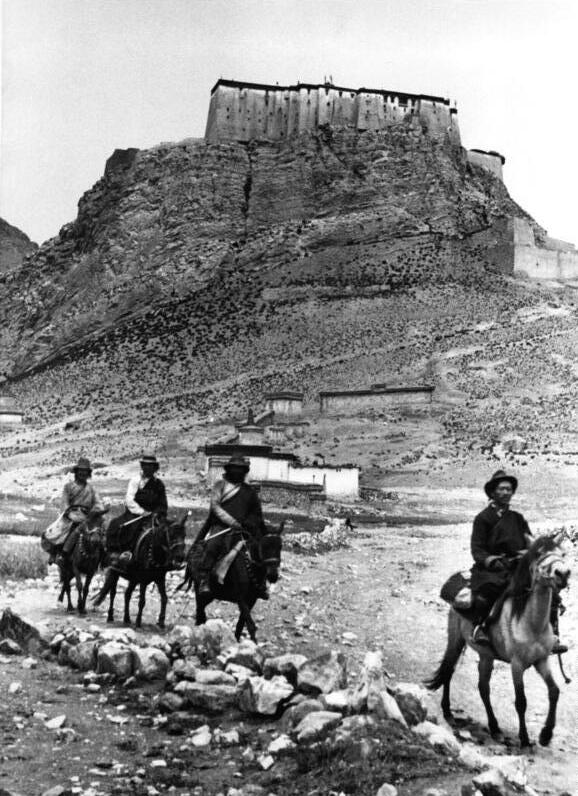
1938年

1921年珠穆朗瑪峰英國探路遠征是登山史上第一次探測珠穆朗瑪峰登頂的路線。英國登山隊從拉薩出發，經過崗巴宗、協格爾鎮到崗嘎鎮設立登山大本營。登山隊的亞歷山大·米歇爾·凱拉斯醫生因心臟病發而死，葬於崗巴宗以南小山上。此次登上了章子峰通往珠穆朗瑪峰的北坳，但沒有嘗試登頂。